# Симатупанг, Тахи Бонар
Тахи Бонар Симатупанг (индон. Tahi Bonar Simatupang) — индонезийский военный деятель, генерал-лейтенант. Начальник штаба Национальной армии Индонезии (1950-1953).

## Ранние годы жизни
Родился 28 января 1920 года в Сидикаланге на Северной Суматре, в семье батаков-протестантов. Учился в голландской колониальной школе, в 1937 году переехал в Джакарту, чтобы продолжить обучение. В 1942 году поступил в голландскую военную академию, но его обучение было прервано японским вторжением.

## Военная карьера

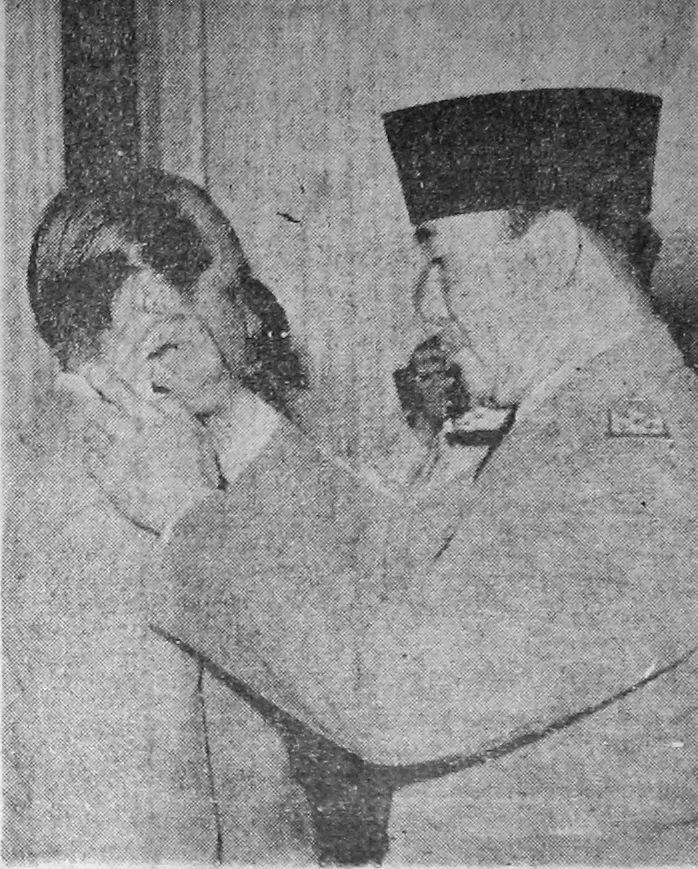
Т.Б. Симатупанг (слева) и президент Сукарно. 1952 год.

Во время Войны за независимость Индонезии полковник Симатупанг служил в Центральной Яве, в составе дивизии Силиванги. С января 1950 года, после смерти главнокомандующего Национальной армией Индонезии Судирмана, он был исполняющим обязанности начальника штаба армии. Как и Насутион, он выступал за сокращение армии после окончания войны за независимость и перевод её на профессиональную основу. Симатупанг старался не вмешиваться в политику, однако в нескольких статьях своего авторства, вышедших в 1952 году, высказал симпатию Социалистической партии Индонезии, за что был подвергнут критике.
Симатупанг сыграл активную роль в инциденте 17 октября 1952 года, когда армия, окружившая президентский дворец Мердека, попыталась убедить президента Сукарно распустить парламент. После провала выступления Сукарно упразднил 4 ноября 1953 года пост начальника штаба армии. Симатупанг стал советником Министерства обороны, затем находился на преподавательской работе в Армейском штабном колледже и Военно-юридической академии. В 1959 году он ушёл в отставку с военной службы.

## Последние годы жизни
После отставки Симатупанг посвятил свою жизнь религии и литературному труду. Он умер 1 января 1990 года в Джакарте.

## Награды
В 1999 году награждён орденом Звезды Махапутра 5 степени.
В ноябре 2013 года Симатупангу было присвоено звание Национального героя Индонезии.